# Hadena dujardini
Hadena dujardini là một loài bướm đêm trong họ Noctuidae.